# Neonella antillana
Neonella antillana is een spinnensoort in de taxonomische indeling van de springspinnen (Salticidae).
Het dier behoort tot het geslacht Neonella. De wetenschappelijke naam van de soort werd voor het eerst geldig gepubliceerd in 1988 door María Elena Galiano.